# Vuelo 825 de Air Rhodesia
El vuelo 825 de Air Rhodesia era un vuelo regular de pasajeros que fue derribado por el Ejército Revolucionario Popular de Zimbabwe (ZIPRA) el 3 de septiembre de 1978, durante la Guerra de Rodesia Bush. El avión involucrado, un Vickers Viscount llamado Hunyani, volaba el último tramo del servicio regular de Air Rhodesia desde las Cataratas Victoria hasta la capital, Salisbury, a través de la ciudad turística de Kariba.
Poco después de despegar, el vuelo 825 fue atacado por guerrilleros ZIPRA, quienes impactaron su ala de estribor con un misil infrarrojo tierra-aire Strela-2 soviético, causando daños graves y obligando a un aterrizaje de emergencia. El intento de aterrizar en un campo de algodón cerca de Karoi falló debido a una zanja, haciendo que el avión se volcara y se despedazara. De los 52 pasajeros y 4 miembros de la tripulación, 38 fallecieron en el siniestro. Posteriormente, los insurgentes se aproximaron a los restos, encontraron a 10 sobrevivientes y los ejecutaron con disparos de armas automáticas. Tres pasajeros lograron sobrevivir ocultándose en los arbustos cercanos, mientras que otros cinco escaparon al haber ido a buscar agua antes de la llegada de los guerrilleros.
En una entrevista con el programa Today de la BBC al día siguiente del derribo del Hunyani, Joshua Nkomo, líder de ZIPRA, admitió ser responsable del ataque. Afirmó que el avión se usaba para propósitos militares, aunque negó que sus hombres hubieran asesinado a los supervivientes en el suelo. El incidente fue percibido por la mayoría de los habitantes de Rodesia, independientemente de su raza, como un acto terrorista. Esto condujo a una intensa represalia rodesiana contra las bases enemigas y exacerbó las tensiones raciales. A pesar de que revistas internacionales como Time informaron negativamente sobre el ataque, hubo escaso reconocimiento o condena por parte de gobiernos extranjeros, lo que generó una profunda indignación en el gobierno de Rodesia.
Las conversaciones entre Nkomo y el primer ministro Ian Smith, que habían progresado de manera prometedora, fueron inmediatamente suspendidas por los rodesianos, y Smith calificó a Nkomo de "monstruo".  El 10 de septiembre, Smith anunció la extensión de la ley marcial a zonas seleccionadas. Las Fuerzas de Seguridad de Rhodesia lanzaron varios ataques de represalia en Zambia y Mozambique durante los meses siguientes, atacando tanto a ZIPRA como a su rival, el Ejército de Liberación Nacional Africano de Zimbabwe (ZANLA). El ataque a ZIPRA en particular generó una gran controversia ya que muchos de los muertos eran refugiados que acampaban dentro y alrededor de posiciones guerrilleras.  En febrero de 1979, ZIPRA derribó el vuelo 827 de Air Rhodesia, otro vuelo civil, en un incidente casi idéntico.

## Trasfondo
Una disputa sobre las condiciones para la concesión de plena soberanía a la colonia autónoma de Rhodesia llevó al gobierno colonial, encabezado por el primer ministro Ian Smith, a declarar unilateralmente la independencia del Reino Unido el 11 de noviembre de 1965. La idea de " no haber independencia antes del gobierno de la mayoría " había ganado terreno recientemente en Gran Bretaña y otros lugares en medio de la descolonización, y el gobierno de Rhodesia estaba dominado por la minoría blanca del país, por lo que la declaración unilateral no fue reconocida internacionalmente. Gran Bretaña y las Naciones Unidas impusieron sanciones económicas a Rhodesia. 
Dos grupos nacionalistas negros rivales, respaldados por los comunistas, iniciaron campañas militares para derrocar al gobierno e introducir un gobierno mayoritario: la Unión Nacional Africana de Zimbabwe (ZANU), alineada con China y compuesta en su mayoría por Shonas, creó el Ejército de Liberación Nacional Africano de Zimbabwe (ZANLA) y adoptó aspectos del La doctrina maoísta, mientras que la Unión Popular Africana de Zimbabwe (ZAPU), dominada por los ndebele, alineada con el marxismo-leninismo de estilo soviético y el Pacto de Varsovia, movilizó al Ejército Revolucionario del Pueblo de Zimbabwe (ZIPRA).  Estos ejércitos guerrilleros procedieron a librar lo que llamaron la "Segunda Chimurenga "  contra el gobierno y las fuerzas de seguridad de Rhodesia. El conflicto resultante, la Guerra de Rhodesia Bush, comenzó en serio en diciembre de 1972, cuando ZANLA atacó Altena y Whistlefield Farms en el noreste de Rhodesia. 
Durante 1973 y 1974, las fuerzas de seguridad llevaron a cabo una campaña contrainsurgente exitosa, pero varios eventos internacionales pronto inclinaron la balanza a favor de los insurgentes. La Revolución de los Claveles en Portugal en abril de 1974 resultó en la retirada del crucial apoyo económico portugués al gobierno de Smith y llevó a que Mozambique se independizara al año siguiente, convirtiéndose en un estado comunista aliado con ZANU. Paralelamente, Sudáfrica, otro gran aliado de Rhodesia, inició una política de distensión que derivó en un cese al fuego, permitiendo a las guerrillas reorganizarse. Después de la infructuosa Conferencia de las Cataratas Victoria en agosto de 1975, Ian Smith y el líder de la ZAPU, Joshua Nkomo, sostuvieron conversaciones sin éxito entre diciembre de 1975 y marzo de 1976. En octubre de 1976, antes de la fallida Conferencia de Ginebra en diciembre, ZANU y ZAPU declararon que asistirían a futuras conferencias como un "Frente Patriótico" unificado.
En marzo de 1978, Smith y grupos nacionalistas no militantes encabezados por el obispo Abel Muzorewa, el reverendo Ndabaningi Sithole y el jefe Jeremiah Chirau acordaron lo que se convirtió en el " Acuerdo Interno ". Esto creó un gobierno de transición conjunto entre blancos y negros, y el país debía reconstituirse como Zimbabwe Rhodesia en 1979, de conformidad con elecciones multirraciales . ZANU y ZAPU fueron invitados a participar, pero se negaron; Nkomo apodó sardónicamente a los colegas negros de Smith "los herreros".  ZANU proclamó 1978 como "El Año del Pueblo" mientras continuaba la guerra.  Los funcionarios del Consejo Nacional Africano Unido de Muzorewa, enviados a las provincias para explicar el Acuerdo Interno a los negros rurales, fueron asesinados por guerrilleros marxista-leninistas.  Los insurgentes también comenzaron a atacar a los misioneros cristianos, culminando con el asesinato de nueve misioneros británicos y cuatro niños en la Misión Elim, cerca de la frontera con Mozambique, en la masacre de Vumba el 23 de junio. 
El gobierno de transición en Rhodesia fue recibido con escepticismo internacional, principalmente porque el Acuerdo Interno dejaba el control de la policía, el ejército, el poder judicial y la administración pública en manos de la minoría blanca. Este gobierno provisional no obtuvo reconocimiento internacional. Smith buscó la participación de Nkomo en el gobierno, esperando que esto añadiera credibilidad nacional, facilitara el reconocimiento diplomático internacional y apoyara a las fuerzas de seguridad en su lucha contra ZANLA. Desde el 14 de agosto de 1978, Smith sostuvo reuniones secretas con Nkomo en Lusaka, Zambia, sede de ZAPU, contando con el apoyo de la corporación minera Lonrho. Intentaron incluir también a Robert Mugabe, líder de ZANU, pero él rechazó participar. El historiador militar sudafricano Jakkie Cilliers señaló que las negociaciones entre Smith y Nkomo avanzaron significativamente y estuvieron cerca del éxito a principios de septiembre de 1978. El 2 de septiembre, Smith y Nkomo anunciaron públicamente la existencia de estas reuniones secretas.

## Incidente

### Amenazas anteriores al tráfico aéreo de Rhodesia
El tráfico aéreo de Rodesia no estuvo seriamente amenazado hasta aproximadamente 1977, en las últimas etapas de la guerra; Antes de ese momento, ninguna de las fuerzas revolucionarias tenía las armas para lanzar un ataque viable contra un objetivo aéreo. El arma que hizo factibles tales ataques para ZIPRA fue el lanzamisiles tierra-aire lanzado desde el hombro Strela-2, suministrado por la Unión Soviética desde mediados de la década de 1970 como parte del apoyo material del Pacto de Varsovia.  En septiembre de 1978, se habían producido 20 informó de intentos de derribar aviones militares de Rhodesia utilizando estas armas, ninguno de los cuales había tenido éxito. Algunos Dakotas de la Fuerza Aérea de Rhodesia habían sido alcanzados, pero todos sobrevivieron y aterrizaron sanos y salvos. Ningún avión civil había sido todavía atacado durante la guerra de Bush. 
Air Rhodesia era la aerolínea nacional del país, creada por el gobierno el 1 de septiembre de 1967 para suceder a Central African Airways, que fue disuelta a finales de ese año. Con base en el aeropuerto de Salisbury, la red de vuelos de Air Rhodesia a finales de la década de 1970 comprendía un programa nacional de vuelos de pasajeros y de carga, así como servicios internacionales a las ciudades sudafricanas de Johannesburgo y Durban. 
El avión del Vuelo 825 era un Vickers Viscount 782D, un avión turbohélice de fabricación británica con dos motores en cada ala. Fue nombrado Hunyani por el río del mismo nombre, que fluía entre el lago Kariba y la capital de Rhodesia, Salisbury. 
El Hunyani se encontraba en el segundo y último tramo de su viaje regular entre las Cataratas Victoria y Salisbury, haciendo escala en la ciudad turística de Kariba .  A pesar de los ataques ocasionales con cohetes y morteros lanzados contra Kariba por los guerrilleros ZIPRA en el lado norte del Zambezi (en Zambia), el complejo había perdurado como uno de los destinos turísticos preferidos de Rhodesia.  El vuelo del 3 de septiembre de 1978, domingo por la tarde, de Kariba a Salisbury transportaba a cuatro miembros de la tripulación y 52 pasajeros, la mayoría de los cuales eran turistas de Salisbury, que regresaban a casa después de un fin de semana en el lago.  El vuelo despegó del aeropuerto de Kariba según lo previsto poco después de las 17:00, hora de África Central . 
El vuelo 825 fue pilotado por el capitán John Hood, de 36 años, natural de Bulawayo y que había obtenido su licencia de piloto comercial en 1966. Había volado con Viscounts para Air Rhodesia desde 1968 y también había servido en la Fuerza Aérea de Rhodesia de forma voluntaria. Su primer oficial, Garth Beaumont, tenía 31 años y había vivido en Rhodesia la mayor parte de su vida, habiendo inmigrado cuando era niño desde Sudáfrica. Las dos azafatas eran Dulcie Esterhuizen, de 21 años y de Bulawayo, y Louise Pearson, de 23 años, de Salisbury. 

### Derribar
Un grupo de guerrilleros ZIPRA, armados con un lanzador Strela-2, esperó en el monte debajo de la trayectoria de vuelo del vuelo 825 y disparó contra el Hunyani unos cinco minutos después de que despegara, mientras el avión todavía estaba en la fase de ascenso de su vuelo.  El misil buscador de calor golpeó el ala de estribor del avión y explotó, provocando que el motor interior también explotara. Un tanque de combustible y líneas hidráulicas se rompieron, generando un incendio que no pudo apagarse. El segundo motor de estribor falló casi de inmediato, dejando a Hood solo con sus dos motores de babor. Agitándose violentamente, el Hunyani empezó a descender rápidamente. 
A las 17:10 el Capitán Hood envió una llamada de socorro al control de tráfico aéreo, informándoles que había perdido los dos motores de estribor y que iba a estrellarse. "Vamos a entrar", dijo por radio.  Diciendo a sus pasajeros que se prepararan para un aterrizaje de emergencia, apuntó a un campo abierto de algodón en las colinas de Whamira, en el monte al oeste de Karoi, con la intención de aterrizar la nave. El aterrizaje fue relativamente estable hasta que el Hunyani chocó contra una zanja, dio una voltereta y explotó. Los tanques de combustible restantes se rompieron y se incendiaron, incendiando la cabaña destrozada. 

### Masacre en el suelo
De las 56 personas a bordo, 38, incluidos Hood y Beaumont, murieron en el accidente. Dieciocho sobrevivieron, aunque con heridas, y salieron de los escombros. Después de calmar brevemente a los demás, uno de los pasajeros, Cecil MacLaren, condujo a otros cuatro (los jóvenes recién casados Robert y Shannon Hargreaves, Sharon Coles y su hija Tracey de cuatro años) en dirección a un pueblo cercano en busca de agua. .  Los otros 13 permanecieron cerca de los escombros. Mientras tanto, nueve guerrilleros se dirigieron hacia el lugar del accidente y llegaron alrededor de las 17:45.  Tres de los 13 supervivientes que permanecían en el lugar del accidente se escondieron al ver que se acercaban figuras: el reservista del ejército de Rodesia, Anthony Hill, de 39 años, se refugiaba en el bosque circundante, mientras que el empresario Hans Hansen y su esposa Diana hicieron lo mismo.  Esto dejó a 10 pasajeros a la vista cerca de los restos, incluidas cuatro mujeres y dos niñas (de 11 y 4 años). 
Los guerrilleros, equipados con rifles AK-47, se acercaron de manera amistosa a los 10 pasajeros supervivientes, prometiendo buscar ayuda y traer agua. Se comunicaron en inglés, tanto con los supervivientes como entre ellos. Instruyeron a los pasajeros a agruparse cerca de los restos del avión; ante la mención de que algunos estaban demasiado heridos para moverse, sugirieron que los más sanos ayudaran a llevar a los lesionados. Los pasajeros fueron agrupados en un espacio de aproximadamente 10 metros cuadrados. A una distancia de unos 15 metros, los guerrilleros levantaron sus armas. "Han tomado nuestra tierra", exclamó uno de ellos. "¡Por favor, no nos disparen!", imploró uno de los pasajeros, segundos antes de que una ráfaga de disparos automáticos los alcanzara. Aquellos que inicialmente sobrevivieron a los disparos fueron posteriormente atacados con bayonetas, incluyendo a una madre y su bebé de tres semanas.
Después de haber recogido agua en el pueblo cercano, MacLaren y sus compañeros casi habían regresado al lugar del accidente cuando escucharon los disparos. Pensando que era munición personal en el equipaje que explotaba por el calor, continuaron su camino y llamaron a los demás pasajeros, que pensaban que todavía estaban vivos. Esto alertó a los insurgentes de la presencia de más supervivientes; Uno de los guerrilleros le dijo al grupo de MacLaren que "venieran aquí".  Luego, los insurgentes abrieron fuego contra su ubicación general, lo que provocó que MacLaren y los demás huyeran.  Hill y los Hansen también huyeron; revelaron sus posiciones a los combatientes en su prisa, pero lograron esconderse detrás de una cresta. Después de que Hill y los demás se escondieron allí durante aproximadamente dos horas, vieron a los atacantes regresar al lugar del accidente alrededor de las 19:45. Los guerrilleros saquearon la cabaña destrozada y algunas de las maletas esparcidas por el lugar, llenaron sus brazos con las pertenencias de los pasajeros y se marcharon nuevamente. 
Los supervivientes fueron encontrados durante los días siguientes por el ejército y la policía de Rodesia; Hill y los Hansen fueron trasladados al Hospital Kariba, mientras que MacLaren y su grupo fueron trasladados en avión al Hospital Andrew Fleming en Salisbury. 

### Nkomo se atribuye la responsabilidad, pero niega haber matado a los supervivientes
Nkomo se atribuyó la responsabilidad del ataque en una entrevista con el programa de radio Today de la BBC al día siguiente, riendo mientras lo hacía,  para horror de la mayoría de los observadores rodesianos,   tanto blancos como negros.   Dijo que había recibido información de que el Hunyani estaba siendo utilizado con fines militares. Nkomo dijo que lamentaba las muertes ya que no era política de su partido matar civiles, y negó que sus hombres hubieran matado a ningún superviviente en el terreno; por el contrario, dijo que sus hombres los habían ayudado y los habían dejado con vida.  También acusó a Air Rhodesia de transportar subrepticiamente tropas y material de guerra para el gobierno,  una acusación que el capitán Pat Travers, director general de Air Rhodesia, calificó de "mentira franca y deliberada". 
Según Eliakim Sibanda, profesor y orador de derechos humanos que escribió una historia de ZAPU, Nkomo estaba insinuando que la responsabilidad de la masacre recaía en las pseudoguerrillas de las fuerzas de seguridad, más específicamente en la unidad Selous Scouts, que a menudo había sido acusada de brutalizar a los civiles rurales. con el objetivo de cambiar la opinión pública. Sibanda afirma que la masacre "no puede ser ajena" a los Scouts, y también apoya la afirmación de Nkomo de que el Hunyani había sido utilizado militarmente, sugiriendo que ZIPRA podría haber creído que había soldados rodesianos a bordo. "La televisión de Rodesia, antes de los ataques al ZANLA en Mozambique, había mostrado a vizcondes transportando paracaidistas para realizar el trabajo", escribe, "... [y] la inteligencia de ZIPRA sabía que había paracaidistas estacionados [en las Cataratas Victoria]". 

## Reacciones

### Tensiones raciales
Un informe publicado quince días después en la revista estadounidense Time describió el incidente como "una genuina historia de terror, calculada para hacer que las más alarmantes profecías apocalípticas de Rhodesia parezcan ciertas".  La comunidad blanca en Rhodesia escuchó la noticia con furia, y muchos pensaron en exigir represalias por lo que ellos y muchos otros vieron como un acto de terrorismo.  La prominente familia india-rodesiana Gulab se vio particularmente afectada por el incidente, ya que perdió ocho miembros en el ataque.  Aunque las autoridades de Rodesia no reconocieron de inmediato la causa del accidente, y lo hicieron sólo después de cuatro días de investigación,  la verdad era de conocimiento público en Salisbury en cuestión de horas.  Smith escribió en sus memorias que el "grado de ira ... [era] difícil de controlar".  Los sudafricanos blancos estaban igualmente enfurecidos, particularmente después de que aparecieran informes en la prensa sudafricana de que los asesinos habían violado a las pasajeras antes de masacrarlas. Una Sociedad de Amigos de Rhodesia en Sudáfrica ofreció una recompensa de 100.000 rands a cualquiera que matara a Nkomo o lo llevara a Salisbury para ser juzgado. 
Geoffrey Nyarota, que entonces era uno de los pocos reporteros negros del periódico Rhodesia Herald, escribió más tarde en sus memorias que muchos blancos se volvieron resentidos y cautelosos con los negros en general, creyendo que todos eran "simpatizantes del terrorismo".  Al describir la sala de redacción del Herald la noche del incidente, relata un "vil temperamento colectivo" entre los subeditores blancos: "Maldecieron hasta que sus voces se volvieron roncas, amenazando con consecuencias nefastas para todos los "terrs" y "munts" o "kaffirs". ... Sentí que algunos de los comentarios más despectivos hechos en voz alta innecesariamente esa noche estaban destinados específicamente a mis oídos." 

### Servicio conmemorativo, 8 de septiembre de 1978
En un servicio conmemorativo celebrado el 8 de septiembre de 1978 para los pasajeros y la tripulación del vuelo 825 en la Catedral Anglicana de Salisbury, unas 2.000 personas se agolparon en el interior, y otras 500 se quedaron afuera, en las escaleras y en la acera, y muchas de ellas escuchaban el servicio en el interior en aparatos de radio portátiles. Entre los presentes en la catedral se destacaron el personal uniformado de Air Rhodesia y South African Airways, así como soldados del Servicio Aéreo Especial de Rhodesia y oficiales superiores de otras unidades militares. Smith y varios ministros del gobierno también asistieron, incluido P. K van der Byl, coministro de Asuntos Exteriores. 
El decano John de Costa pronunció un sermón criticando lo que describió como un "silencio ensordecedor" procedente del extranjero. "Nadie que considere sagrada la dignidad de la vida humana puede sentir más que asco ante los acontecimientos en los que participa el vizconde", afirmó. "¿Pero estamos ensordecidos por la voz de protesta de naciones que se dicen civilizadas? ¡No lo somos! Como los hombres de la historia del Buen Samaritano, pasan del otro lado. Lo espantoso de este desafortunado vuelo desde Kariba quedará grabado en nuestra memoria en los años venideros. Para otros, lejos de nuestras fronteras, se trata de una cuestión intelectual, no una cuestión que les afecte profundamente. ¡Aquí está la tragedia!" 

### Se suspenden las conversaciones entre Smith y Nkomo
Salisbury detuvo inmediatamente las conversaciones entre Smith y el líder del ZAPU que habían progresado tan prometedoramente. El propio Smith llamó a Nkomo un "monstruo".  Cilliers comenta que el final de las conversaciones entre Smith y Nkomo en ese momento fue "potencialmente el resultado más grave de la masacre de Viscount",  ya que las conversaciones habían avanzado mucho antes del incidente. Supone que un acuerdo entre los dos "en esta etapa crítica" podría haber ayudado al gobierno de transición de Rhodesia a asegurar el reconocimiento internacional. 
El 10 de septiembre, el Primer Ministro anunció a la nación que ciertas áreas del país serían sometidas a una variación de la ley marcial, que según dijo se aplicaría en regiones particulares cuando fuera necesario. Declaró la intención de Rhodesia de "liquidar el funcionamiento interno de aquellas organizaciones asociadas con el terrorismo" y advirtió a los países vecinos que se prepararan para "cualquier ataque defensivo que pudiéramos emprender" contra las bases guerrilleras en sus respectivos territorios. Afirmó que la guerra se había intensificado porque Gran Bretaña y Estados Unidos apoyaban al Frente Patriótico.  William Irvine, coministro de Transporte, advirtió a los guerrilleros que Rhodesia "no dejaría que estos inocentes quedaran sin vengar". 

## Respuesta militar de Rhodesia

### Operación Snoopy
Debido a que ZAPU y ZIPRA tenían su base en Zambia, muchos rodesianos clamaron por un ataque masivo de represalia contra objetivos terroristas en ese país,  pero el primer objetivo externo alcanzado por las fuerzas de seguridad después del derribo del Viscount fue el grupo prominente de bases de ZANLA alrededor de Chimoio. en Mozambique. El ejército de Rodesia había atacado extensamente estas bases en noviembre de 1977 durante la Operación Dingo, destruyendo gran parte de la presencia del ZANLA allí, pero desde entonces los insurgentes habían construido un complejo llamado "Nuevo Chimoio", ligeramente al este; Los nuevos campos se distribuyeron en un área mucho mayor que los originales. En un asalto combinado aerotransportado y terrestre llamado Operación Snoopy, la Fuerza Aérea de Rodesia, la Infantería Ligera de Rodesia y el Servicio Aéreo Especial arrasaron gran parte de Nuevo Chimoio el 20 de septiembre de 1978.  Mozambique envió blindados en ayuda de ZANLA en forma de nueve tanques T-54 de fabricación soviética y cuatro vehículos blindados de transporte de personal rusos BTR-152, pero los primeros fueron derrotados y uno de los segundos destruido por las fuerzas de seguridad de Rodesia. Según cifras de Rhodesia, hubo "varios cientos" de guerrilleros muertos, mientras que las fuerzas de seguridad sólo perdieron dos soldados, uno de los cuales murió accidentalmente en un ataque aéreo amigo. 
Luego, Rhodesia atacó las bases de ZIPRA en Zambia, en lo que el capitán del grupo Peter Petter-Bowyer describió más tarde como "el tiempo de recuperación" del vuelo 825. 

### Operación Gatling
La Operación Gatling se lanzó el 19 de octubre de 1978. Fue otra operación de fuerza conjunta entre la Fuerza Aérea y el Ejército, que aportó paracaidistas del Servicio Aéreo Especial de Rhodesia y de Infantería Ligera de Rhodesia . El objetivo principal de la Operación Gatling, a sólo 16 kilómetros (10 mi) al noreste del centro de Lusaka, era Westlands Farm, anteriormente propiedad de blancos, que se había transformado en la sede principal y base de entrenamiento de ZIPRA con el nombre de "Freedom Camp". ZIPRA supuso que Rhodesia nunca se atrevería a atacar un sitio tan cercano a Lusaka. Alrededor de 4.000 guerrilleros recibieron entrenamiento en Freedom Camp, y el personal superior de ZIPRA también estuvo en el lugar.  Los otros objetivos de la operación de Rhodesia fueron Chikumbi, 19 kilómetros (11,8 mi) al norte de Lusaka, y el campamento Mkushi; los tres iban a ser atacados más o menos simultáneamente en una operación coordinada por toda Zambia. Atacar objetivos en lo profundo de Zambia fue una novedad para las fuerzas de Rhodesia; anteriormente sólo habían sido atacados los guerrilleros cerca de la frontera. 
Dirigido por el líder de escuadrón Chris Dixon, quien se identificó en la torre del aeropuerto de Lusaka como " Líder Verde ", un grupo de la Fuerza Aérea de Rodesia voló a Zambia a altitudes muy bajas (evitando así el radar de Zambia) y tomó el control del espacio aéreo del país durante aproximadamente una cuarta parte del una hora durante el asalto inicial a Westlands Farm, informando a la torre de Lusaka que el ataque era contra "disidentes de Rhodesia, y no contra Zambia", y que los Hawker Hunters de Rhodesia estaban rodeando los aeródromos de Zambia con órdenes de derribar a cualquier caza que intentara despegar. . Los zambianos obedecieron todas las instrucciones del Líder Verde, no hicieron ningún intento de resistir y detuvieron temporalmente el tráfico aéreo civil.  Utilizando la pista de aterrizaje de Rufunsa en el este de Zambia como base de avanzada, el ejército de Rodesia sufrió sólo bajas menores durante la operación de tres días, y luego afirmó haber matado a más de 1.500 miembros del personal de ZIPRA, así como a algunos instructores cubanos. 
Los historiadores Paul Moorcraft y Peter McLaughlin escriben que esto exageró considerablemente el número de guerrilleros muertos, ya que la mayor parte del ejército de Nkomo, que entonces contaba con unos 10.000 combatientes, no había sido tocado. Por otra parte, los refugiados desarmados a menudo acampaban en las posiciones insurgentes o sus alrededores, y cientos de ellos habían muerto en la incursión rodesiana. Moorcraft y McLaughlin comentan que para los aviadores de Rhodesia habría sido "imposible distinguir a los refugiados inocentes de los jóvenes reclutas de ZIPRA".  Sibanda describe Freedom Camp como "un campo de refugiados para niños",  y dice que "351 niños y niñas" fueron asesinados.  Afirma que la Cruz Roja y la Agencia de la ONU para los Refugiados "confirmaron la afirmación de ZAPU de que las fuerzas de Smith atacaron a civiles en formación indefensos". 

## Secuelas
Los ataques de Rhodesia a las bases de ZANLA y ZIPRA contribuyeron en gran medida a restaurar la moral del pueblo de Rhodesia tras el incidente del Vizconde, aunque no tuvieron mucho impacto en las respectivas campañas guerrilleras. Nkomo y el presidente de Zambia , Kenneth Kaunda, pidieron de todos modos más ayuda militar y mejores armas a los soviéticos y a los británicos, respectivamente. La ley marcial se extendió rápidamente por las zonas rurales de Rhodesia y cubría las tres cuartas partes del país a finales de 1978.  Mientras tanto, Air Rhodesia comenzó a desarrollar blindajes anti-Strela para sus vizcondes. Antes de que se completara este trabajo, ZIPRA derribó un segundo Viscount, el vuelo 827 de Air Rhodesia, el 12 de febrero de 1979. Esta vez no hubo supervivientes. 
Después del segundo derribo, Air Rhodesia creó un sistema mediante el cual la parte inferior de los Viscounts se cubriría con pintura low-radiation y los tubos de escape se cubrirían al mismo tiempo. Según las pruebas realizadas por la Fuerza Aérea, un vizconde tratado de esta manera no pudo ser detectado por el sistema de objetivos del Strela una vez que estuvo a más de 2000 pies (609,6 m) . No hubo más derribos de vizcondes en Rhodesia. 
En las elecciones celebradas al año siguiente bajo los términos del Acuerdo Interno, boicoteadas por ZANU y ZAPU, Muzorewa obtuvo la mayoría y se convirtió en el primer Primer Ministro del estado reconstituido y majority-ruled de Zimbabwe Rhodesia el 1 de junio de 1979.  Sin embargo, este nuevo orden no logró la aceptación internacional y, en diciembre de 1979, Zimbabwe Rhodesia, el gobierno del Reino Unido y el Frente Patriótico acordaron en Londres el Acuerdo de Lancaster House, devolviendo al país su antiguo estatus colonial. El gobierno del Reino Unido suspendió la constitución y tomó el control directo durante un período provisional.  Mugabe ganó nuevas elecciones y tomó el poder en abril de 1980, al mismo tiempo que se reconocía la independencia del país como Zimbabwe. 

## Legado y memorial
En los medios de comunicación modernos de Zimbabwe, los ataques del vizconde no ocupan un lugar destacado. En respuesta a una moción parlamentaria británica de 2013 que proponía condenar los derribos, su periódico más importante citó sólo voces críticas y citó también las matanzas en masa (supuestamente de refugiados indefensos) en los campos guerrilleros.  Por su parte, ZIPRA caracterizó el derribo de aviones civiles como un acto de guerra legítimo, alegando que los guerrilleros podrían haber creído que llevaban personal o equipo militar a bordo.  En sus memorias de 1984, Nkomo repitió su afirmación de que los combatientes de ZIPRA habían ayudado a los supervivientes del accidente y escribió simplemente que "realmente no tengo idea de cómo murieron los diez". 
En 1998 se construyó en Zambia un monumento a los muertos en el ataque de Rhodesia a Chikumbi, dedicado conjuntamente por los gobiernos de Zambia y Zimbabwe.  En 2012, se erigió un monumento a las víctimas de los dos incidentes del vizconde de Rhodesia, denominado Viscount Memorial, en los terrenos del Monumento Voortrekker en Pretoria, Sudáfrica, y se inauguró el 1 de septiembre de ese año.  Los nombres de los pasajeros y la tripulación muertos están grabados en dos losas de granito que se encuentran en posición vertical, una al lado de la otra, coronadas por un emblema que simboliza un avión. Un poste al lado del monumento ondea la bandera de Rhodesia . 

## Artículos de periódicos y revistas
- Lindsell-Stewart, Gavin (5 de septiembre de 1978). "Three Describe a Night of Terror". The Rhodesia Herald. Salisbury: Argus Group: 1.
- Machona, Goodson (31 de julio de 1998). "Mugabe honours fallen heroes". The Post. Lusaka. Recuperado el 18 de diciembre de 2013.
- Phiri, Brighton; Phiri, Reuben (4 de agosto de 1998). "KK left out of Chikumbi massacre memorial". The Post. Lusaka. Recuperado el 18 de diciembre de 2013.
- Platts, Clare (6 de septiembre de 1978). "Newlyweds Tell of Crash Nightmare". The Rhodesia Herald. Salisbury: Argus Group: 1.
- "Search on for killers of survivors". Daily Record. Ellensburg, Washington: James J McGiffin: 6. 5 de septiembre de 1978.
- "Shot at Point Blank Range". The Rhodesia Herald. Salisbury: Argus Group: 1. 5 de septiembre de 1978.
- "Hundreds Mourn Crash Victims: Emotional scenes at services". The Rhodesia Herald. Salisbury: Argus Group: 1. 9 de septiembre de 1978.
- "Seeds of Political Destruction". Time. New York. 18 de septiembre de 1978. Archivado del original el 7 de marzo de 2008. Recuperado el 22 de noviembre de 2012.
- "Air Rhodesia Corporation". Flight International. Londres: 1343. 28 de abril de 1979. Recuperado el 22 de noviembre de 2012.
- "Rhodesia reverts to British rule". Londres: BBC. 11 de diciembre de 1979. Recuperado el 22 de noviembre de 2012.
- "Early day motion 1552: Vumba Massacre". Londres: House of Commons of the United Kingdom. 13 de mayo de 2008. Recuperado el 3 de diciembre de 2012.
- "Inauguration of the Viscount Memorial in the VTM Garden of Statues" (PDF). Flying Spirit. Vol. 3, no. 3. Valhalla, Sudáfrica: South African Air Force Association. Octubre de 2012. p. 2. Recuperado el 24 de diciembre de 2012.
- "Viscount Memorial Services 2nd September 2012" (PDF). Contact! Contact!. Tauranga, Nueva Zelanda: Rhodesian Services Association. Octubre de 2012. pp. 21–22. Recuperado el 24 de diciembre de 2012.
- "House of Commons Rhodie Motion Raises Stink". The Herald. Harare: Gobierno de Zimbabue. 11 de febrero de 2013. Recuperado el 18 de diciembre de 2013.
- "House of Commons Rhodie Motion 'A Racist Stance'". The Herald. Harare: Gobierno de Zimbabue. 12 de febrero de 2013. Recuperado el 18 de diciembre de 2013.
- "ZAPU's response to Kate Hoey's condemnation on the Viscount disaster". Bulawayo: Unión del Pueblo Africano de Zimbabue. 12 de febrero de 2013. Archivado del original el 20 de diciembre de 2013. Recuperado el 20 de diciembre de 2013.
- Esta obra contiene una traducción  derivada de «Air_Rhodesia_Flight_825» de Wikipedia en inglés, concretamente de esta versión, publicada por sus editores bajo la Licencia de documentación libre de GNU y la Licencia Creative Commons Atribución-CompartirIgual 4.0 Internacional.

- Datos: Q4698169